# Gare de Venaco
La gare de Venaco est une gare ferroviaire française de la ligne de Bastia à Ajaccio (voie unique à écartement métrique). Elle est située sur le territoire de la commune de Venaco, dans le département de la Haute-Corse et la Collectivité de Corse (CdC).
Elle est mise en service en 1894 par la Compagnie de chemins de fer départementaux (CFD). 
C'est une gare des Chemins de fer de la Corse (CFC) desservie par des trains « grande ligne ».

## Situation ferroviaire
Établie à 566 mètres d'altitude, la gare de Venaco est située au point kilométrique (PK) 85,1 de la ligne de Bastia à Ajaccio (voie unique à écartement métrique), entre les gares de Poggio - Riventosa et de Vivario. En direction de Vivario s'intercale la halte fermée du Vecchio.
La voie d'évitement a été déposée au mois de septembre 2021, et les appareils de voie récupérés pour être réutilisés sur le site de la gare de Caldaniccia.

## Histoire
La station de Venaco est mise en service le 3 décembre 1895 par la Compagnie de chemins de fer départementaux (CFD) lors de l'ouverture à l'exploitation de la section de Vivario à Corte et de la totalité de la ligne de Bastia à Ajaccio. L'adjudication pour la construction des bâtiments de la station date du 28 mars 1892.
Un autre bâtiment, la halle à marchandises fut construite avec la gare.

## Service des voyageurs

### Accueil
Gare CFC, elle dispose d'un bâtiment voyageurs . Une affichette est apposée sur la porte de la salle d'attente, signalant la fermeture de la gare les samedis, dimanches et fêtes.

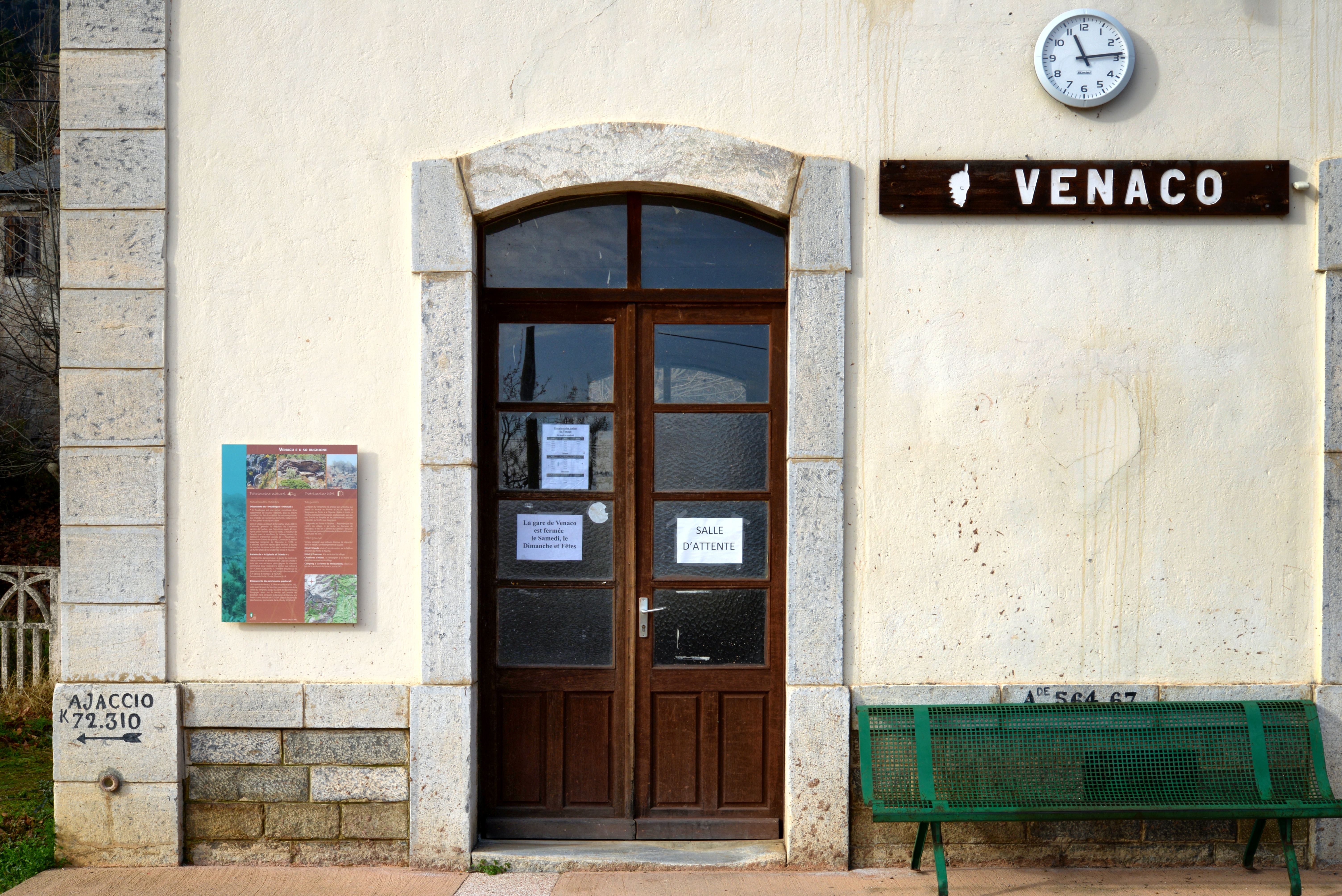
Entrée de la salle d'attente de la gare

### Desserte
Venaco est desservie par des trains CFC « grande ligne » de la relation Bastia (ou Corte) - Ajaccio.

### Intermodalité
Le stationnement des véhicules est possible à proximité sur le devant de la gare .

## Patrimoine ferroviaire
On trouve sur le site de la gare le bâtiment voyageurs, l'édicule d'aisance transformé en abri, le château d'eau et une ancienne grue hydraulique pour la prise d'eau des locomotives à vapeur, et l'ancienne halle à marchandises qui est devenue un atelier de menuiserie.
Sur la voie de service désormais neutralisée se trouve un Wagon Couvert Kv 4607 daté de 1914.